# Shiliting, Guangdong
Shiliting är en köping i sydöstra Kina. Den ligger i stadsdistriktet Zhenjiang i staden Shaoguan i provinsen Guangdong, omkring 190 kilometer norr om provinshuvudstaden Guangzhou. Antalet invånare är 69 534. Befolkningen består av 28 040 kvinnor och 41 494 män. Barn under 15 år utgör 13,0 %, vuxna 15-64 år 79 %, och äldre över 65 år 7,0 %.